# Rocca Mandelli
Die Rocca Mandelli ist eine mittelalterliche Burg in der Gemeinde Caorso in der italienischen Emilia-Romagna. Die Festung befindet sich im Zentrum des Dorfes in der Poebene in der Nähe des Po am Verlauf der alten Via Postumia, die die Städte Piacenza und Cremona verband.

## Geschichte
Der Sage nach soll die Schwester des Bischofs von Piacenza, Imelde e Orsa, von deren Name das Toponym „Ca’ dell’Orsa“ abgeleitet ist (das später zu „Caorso“ wurde), um 820 eine erste Festung an dieser Stelle bauen lassen.
Aus dem Jahre 1205 gibt es Aufzeichnungen des Chronisten Giovanni Codagnello aus Piacenza über den Bau einer Burg in „Caurxio“, umgeben von Gräben und erbaut im Auftrag der Stadt Piacenza, um den Überfällen zu widerstehen, die Bürger der Stadt Cremona entlang der Via Postumia begingen. Es waren genau die Truppen aus Cremona, bei dieser Gelegenheit unterstützt von Truppen aus Modena, Mantua und Reggio nell’Emilia, die die Festung 1214 bis auf die Grundmauern niederbrannten. 1258 eroberte Oberto Pallavicino auf seiner Flucht aus Piacenza die Burg mit der Hilfe der Ghibellinen als Rache für seine Vertreibung aus der Stadt. Nach der Eroberung wurde die Burg für die militärischen Operationen, die Pallavicino und seine Mitstreiter gegen die rivalisierenden Streitkräfte aus Piacenza organisierten, von Grund auf wiederaufgebaut. Diese militärischen Operationen führten aber dazu, dass viele der Mitstreiter gefangen genommen und zum Tode durch Erhängen verurteilt wurden. In den folgenden Jahren blieb Caorso in Besitz der Pallavicini. Die damalige Festung war allerdings noch nicht die heutige Burg.
1363 gehörte die Burg der reichen Familie Dolzani aus Piacenza.
Im April 1385 gewährte der Herr von Mailand, Gian Galeazzo Visconti, Ottone Mandelli, dem Angehörigen einer Familie lombardischen Ursprungs, der mehrmals das Amt eines Podestaten von Piacenza bekleidet hatte und darüber hinaus aktives Mitglied der Aktion war, die zur Gefangennahme von Bernabò Visconti geführt hatte, die Investitur in das Lehen von Caorso, das auch die Burg enthielt. In dieser Zeit wurde vermutlich die neue Burg erbaut.
1414 gewährte der Kaiser des Heiligen Römischen Reiches, Sigismund, der sich nach Piacenza begeben hatte, um die Herrschaft über die Stadt zu übernehmen, Manfredo Scotti di Ajguera die Investitur in das Lehen von Caorso einschließlich der Burg, ebenso wie in die benachbarten Lehen Roncarolo und San Nazzaro. 1421 gab Scotti das Lehen an den Herzog von Mailand zurück, der es erneut der Familie Mandelli gab. Die feudalen Privilegien, die die Familie Mandelli erhalten hatte, wurden am 27. Juni 1442 mit einem Diplom des Herzogs Filippo Maria Visconti erneuert, das dieser an Tobia, Raffaele und Antonio Mandelli, die Söhne von Ottone Mandelli, der kurz vorher verstorben war, ausgab. 1450 wurde die Investitur von Herzog Francesco I. Sforza dem Sohn von Raffaele, Ottone Mandelli, erneut bestätigt. Am 14. Mai 1463 erhielt Ottone Mandelli die Erlaubnis, 2/3 der Burg an Pietro Pusterla abzutreten, der wenig später sein Eigentum an der Burg wieder an Mandelli zurückgab.
1522 wurde die Burg von den französischen Truppen, die aus Fiorenzuola d’Arda anrückten, unter Belagerung gestellt, aber es gelang ihnen nicht, den Angriff zu Ende zu führen und sie waren später gezwungen, sich Richtung Cremona zurückzuziehen. Sie wurden von den Belagerten verfolgt, die etwa 60 französische Soldaten gefangen nahmen und sich einen Teil der Beute aus dem Überfall wieder zurückholten.
Am 4. März 1602 befahl der Herzog von Parma und Piacenza, Ranuccio I. Farnese, Francesco Gandini, für ihn ein Drittel der Burg und der zugehörigen Ländereien für die Teile, die den Grafen Rainolfo und Gerolamo Mandelli gehörten, in Besitz zu nehmen. 1635 gewährte Odoardo I. Farnese Francesco Serafini, der die Burg von Piacenza befehligte, den Teil der Mandellis an der Burg. Am 13. April 1688 kaufte der Graf Antonio Mandelli vom Markgrafen Orlando Serafini die Teile der Burg zurück, die dieser ererbt hatte, und vereinigte so den Besitz des Gebäudes erneut unter der Familie Mandelli.
1827, in dem Jahr, in dem die Familie Mandelli mit dem Tod des letzten Erben, des Grafen Bernadino Mandelli ausstarb, fiel die Burg durch Schenkung an die Ospizi Civili di Piacenza (dt.: Zivilkrankenhaus von Piacenza).
Später, im Jahre 1907, kaufte die Gemeinde Caorso die Burg für die Summe von 14.800 Lire und machte sie später zum Sitz der Gemeindeverwaltung. 1910 wurde die Burg teilweise umgebaut, wobei die Arbeiten vom Bauingenieur Enrico Rossi koordiniert wurden.

## Beschreibung
Die ganz aus Mauerziegeln erbaute Burg war ursprünglich mit einem Burggraben versehen und hat einen rechteckigen Grundriss mit Ecktürmen mit quadratischem Grundriss. Die beiden Türme an der Südfassade flankieren einen Baukörper, der den Zugang zum Innenhof ermöglicht und mit einem Turm aus Mauerziegeln ausgestattet ist, der Konsolen und Schwalbenschwanzzinnen hat. Der oberste Teil des Turms ist mit einem 5 Meter hohen, achteckigen Wachtürmchen ausgestattet, das ebenfalls Zinnen trägt.